# 西サハラ関係記事の一覧
西サハラ関係記事の一覧（にしサハラかんけいきじのいちらん）
Category:西サハラも参照。
- 西サハラ
- 西サハラの歴史
  - ゼムラ蜂起

- 西サハラの都市の一覧
- 西サハラの国歌
- 西サハラの国旗
- 西サハラの文化
  - アラビア語
  - ハッサニア語
  - 西サハラの音楽
- 西サハラ問題
  - 国家承認を得た国連非加盟の国と地域の一覧
  - 独立主張のある地域一覧
    - サハラ・アラブ民主共和国

  - 西サハラに関する国際連合決議の一覧
- サハラ砂漠
- アトラス山脈
- アフリカ大陸
  - アルジェリア
  - モロッコ
    - モロッコにおける植民地戦争の一覧
    - モロッコ解放軍

  - モーリタニア
- スペイン
  - スペイン領サハラ
    - リオ・デ・オロ
    - サギア・エル・ハムラ

  - スペイン語
- 南部諸州
- オアシス
- 大西洋
- カナリア海流
- 国際連合非自治地域リスト
- アフリカ分割
  - フランス領西アフリカ
  - フランス語
- 緑の行進
- 砂の壁
- ハラカト・タハリール
- ポリサリオ戦線
- 解決計画 (西サハラ)
- 国際連合西サハラ住民投票ミッション
- ジョン・J・サリバン
- アフリカ統一機構
- アフリカ連合
- サハラウィー人（英語版）
- ムーア人
- テクナ（英語版）
- ルギバト部族（英語版）
- アラブ人
- ベルベル人
- ハラティン（英語版）